# Groß Vollstedt
Groß Vollstedt er en kommune og en by i det nordlige Tyskland, beliggende i Amt Nortorfer Land i den sydøstlige del af Kreis Rendsborg-Egernførde. Kreis Rendsborg-Egernførde ligger i den centrale del af delstaten Slesvig-Holsten.

## Geografi
Groß Vollstedt ligger i trekanten mellem byerne Rendsborg, Kiel og Neumünster motorvejene Bundesautobahn 7, 210 og 215. I nærheden ligger Vollstedter See og Brahmsee. I kommunen ligger Katenstedt og det beskyttede landskab (Landschaftsschutzgebiet) Westenseer Endmoräne.